# 獸人雪男
《獸人雪男》（日文原名：獣人雪男）是1955年8月14日上映的日本電影，由本多豬四郎執導。本片因涉及部落民近亲交合等敏感话题，导致日本仍未能以任何方式發行正規官方影像軟體以及在電視上播出。

## 故事大綱
在神秘的日本阿爾卑斯雪山上，K大学登山部的几名成员离奇失踪。为了寻找同伴，登山部其他成员在搜查主任（千葉一郎 饰）的带领下进入山中寻找遇难者，经历了无数艰难险阻，然而真正的磨难还等在前方。某晚，队员们遭遇了传说中的雪男（相良三四郎 饰），名叫饭岛高志（宝田明 饰）的年轻人紧紧追赶，却被靠捕捉动物牟取暴利的大场（小杉義男 饰）一伙推落山崖。饭岛得到與世隔絕的部落女孩知花（根岸明美 饰）的救助，然而又被蒙昧的村民吊在悬崖之间。以此为机缘，饭岛得到雪男相救，并对这个长着恐怖丑陋面容的怪物有了新的认识。但另一方面，大场则试图捉住雪男大发其财…… 

## 演員
- 飯島高志：寶田明
- 武野道子：河内桃子
- チカ：根岸明美

## 製作人員
- 監製:田中友幸
- 監督:本多猪四郎
- 特技導演:圓谷英二
- 腳本:村田武雄
- 音樂:佐藤勝
- 雪男:相良三四郎